# Shinisauridae
Shinisauridae is een familie van hagedissen die behoort tot de infraorde van de varaanachtigen (Platynota).

## Naam en indeling
De wetenschappelijke naam van de groep werd voor het eerst voorgesteld door Ernst Ahl in 1930.
De familie wordt vertegenwoordigd door een enkel geslacht; de Chinese knobbelhagedissen (Shinisaurus). Deze groep wordt slechts vertegenwoordigd door de Chinese krokodilstaarthagedis (Shinisaurus crocodilurus). Vroeger werd deze hagedis tot de familie knobbelhagedissen gerekend maar tegenwoordig wordt de soort als een aparte familie beschouwd.

## Uiterlijke kenmerken
De Chinese krokodilstaarthagedis wijkt af van alle andere verwante hagedissen door de bouw van de tanden, de rijen knobbels op de staart en de opmerkelijke levenswijze.